# Najeeb Yakubu
Najeeb Yakubu (ur. 1 maja 2000 w Akrze) – ghański piłkarz występujący na pozycji obrońcy lub pomocnika w klubie Worskła Połtawa.

## Kariera piłkarska

### Kariera klubowa
Wychowanek UniStar Soccer Academy. W 2018 rozpoczął karierę piłkarską w barwach Niger Tornadoes. 3 września 2018 został piłkarzem Worskły Połtawa.

### Kariera reprezentacyjna
W 2017 bronił barw juniorskiej reprezentacji Ghany.